# Theodosia Okoh
Theodosia Salome Okoh  (Anum, 14 de junio de 1922 – 19 de abril de 2015) era una estadista, profesora y artista ghanesa, conocida por haber diseñado la bandera de Ghana en 1957.  También fue una de las impulsoras del hockey en su país.

## Biografía
Okoh nació en Effiduase como Theodosia Salome Abena Kumea Asihene. Era la cuarta hija de ocho hermanos, de Madam Dora Asihene y del reverendísimo Emmanuel Victor Asihene, un antiguo reverendo de la iglesia presbiteriana de Ghana, ambos de la ciudad de Anum en el distrito Asuogyaman de la Región Oriental del país ghanés.
Se formó durante tres años en Bellas Artes en la escuela Achimota.
Okoh se casó con Enoch Kwabena Okoh, Jefe del Servicio Civil en el régimen de Kwame Nkrumah en la década de 1960, y tuvo tres hijos: E. Kwasi Okoh, Stanley Kwame Okoh y Theodosia Amma Jones-Quartey.
Okoh murió el 19 de abril de 2015 en el Hospital Narh-Bita de Tema después de una breve enfermedad, a los 92 años. El presidente John Dramani Mahama ordenó que todas las banderas ondeasen a media asta durante tres días, en su honor.

### Bandera nacional de Ghana
Cuando Ghana se independizó de Reino Unido, fue necesario crear una nueva bandera nacional. Okoh presentó su diseño, el cual fue elegido y presentado por el primer presidente del país Kwame Nkrumah el 6 de marzo de 1957. Okoh explicó la elección de colores de la bandera en una entrevista: "decidí los tres colores rojo, oro y verde por la geografía de Ghana, que vive en los trópicos bendecida con vegetación rica. El color oro fue influido por la riqueza de minerales y el rojo conmemora quienes murieron o trabajaron por la independencia del país. El símbolo de la estrella de cinco puntas simboliza la unidad y la emancipación africana en la lucha contra el colonialismo…".

### Hockey de Ghana
Okoh fue la primera mujer presidenta de la Asociación de Hockey de Ghana. Presidió la Federación de Hockey de Ghana durante más de 20 años, durante su mandato el país se clasificó por primera vez para la Copa del Mundo de Hockey y los Juegos Olímpicos. Ohene Djan la nombró "la Juana de Arco del hockey de Ghana" porque aprovechó la ocasión para salvar el hockey del país, razón por la que el Estadio Nacional de Hockey recibió su nombre en 2004. Okoh también fue patrona durante años de la Asociación de Escritores Deportivos de Ghana.

## Reconocimientos

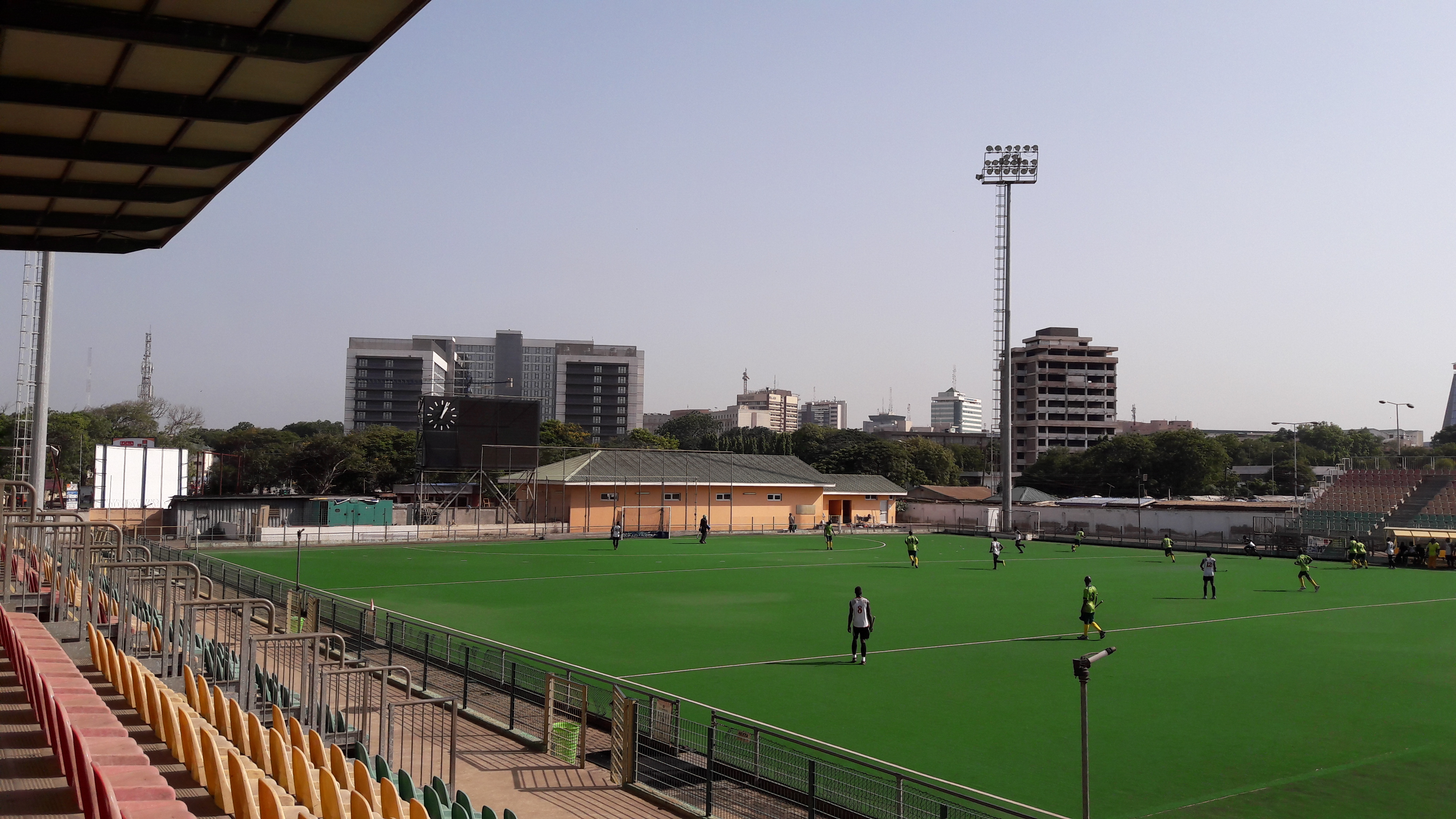
Estadio de hockey Theodosia Okoh

Okoh recibió la Gran Medalla (GM) de la nación y varios premios de otras instituciones de Ghana. Recibió una mención de la Ghana Broadcasting Corporation y los National Sports Awards en 2004, así como un premio de la Sport Writers Association of Ghana y un premio de la serie de TV Africa Obaa Mbo.
El campo de hockey de Acra lleva su nombre en reconocimiento a su contribución al juego, y en 2013 un resolución revocó esa decisión cambiaando el nombre del estadio de hockey Theodosia Okoh. Antes de su muerte, se lamentó por el cambio de nombre del campo de hockey nacional a "John Evans Atta Mills National Hockey Stadium" mientras aún estaba viva.
La Asamblea del Distrito de Asuogyaman en la Región Oriental erigió un busto en su honor en Anum, su ciudad natal. El nieto de Okoh, el animador/director Ian Jones-Quartey, basó en ella el personaje Nanefua Pizza de la serie animada Steven Universe de Cartoon Network.